# أندري فورونين
أندري فيكوتوروفيتش فورونين (بالأوكرانية: Андрій Вікторович Воронін)، من مواليد 21 يوليو 1979 في أوديسا في الاتحاد السوفييتي السابق، لاعب كرة قدم أوكراني سابق. ولعب مع منتخب أوكرانيا لكرة القدم وشارك في كأس العالم عام 2006. 

## روابط خارجية
- أندري فورونين على موقع الاتحاد الدولي (مؤرشف)  (الإنجليزية)
- أندري فورونين على موقع الاتحاد الأوربي (الإنجليزية)
- أندري فورونين على موقع اتحاد أوكرانيا (الإنجليزية)
- أندري فورونين على موقع قاعدة بيانات كرة القدم.إي يو (الإنجليزية)
- أندري فورونين على موقع بيانات كرة القدم. دي إي (الألمانية)
- أندري فورونين على موقع ليكيب (الفرنسية)
- أندري فورونين على موقع ناشيونال فوتبول تيمز (الإنجليزية)
- أندري فورونين على موقع Soccerbase.com (لاعب) (الإنجليزية)
- أندري فورونين على موقع Soccerway.com (الإنجليزية)
- أندري فورونين على موقع عالم كرة القدم.نت (الإنجليزية)